# Кошигая
Кошигая е град в префектура Сайтама, Япония. Населението му е 343 770 жители (по приблизителна оценка от октомври 2018 г.), а площта e 60,31 кв. км. Намира се в часова зона UTC+9 на 30 км от Токио на река. Побратимен е с Кембълтаун, Австралия.